# Rudtjärnen (Hedemora socken, Dalarna)
Rudtjärnen är en sjö i Hedemora kommun i Dalarna och ingår i Norrströms huvudavrinningsområde.